# CommScope

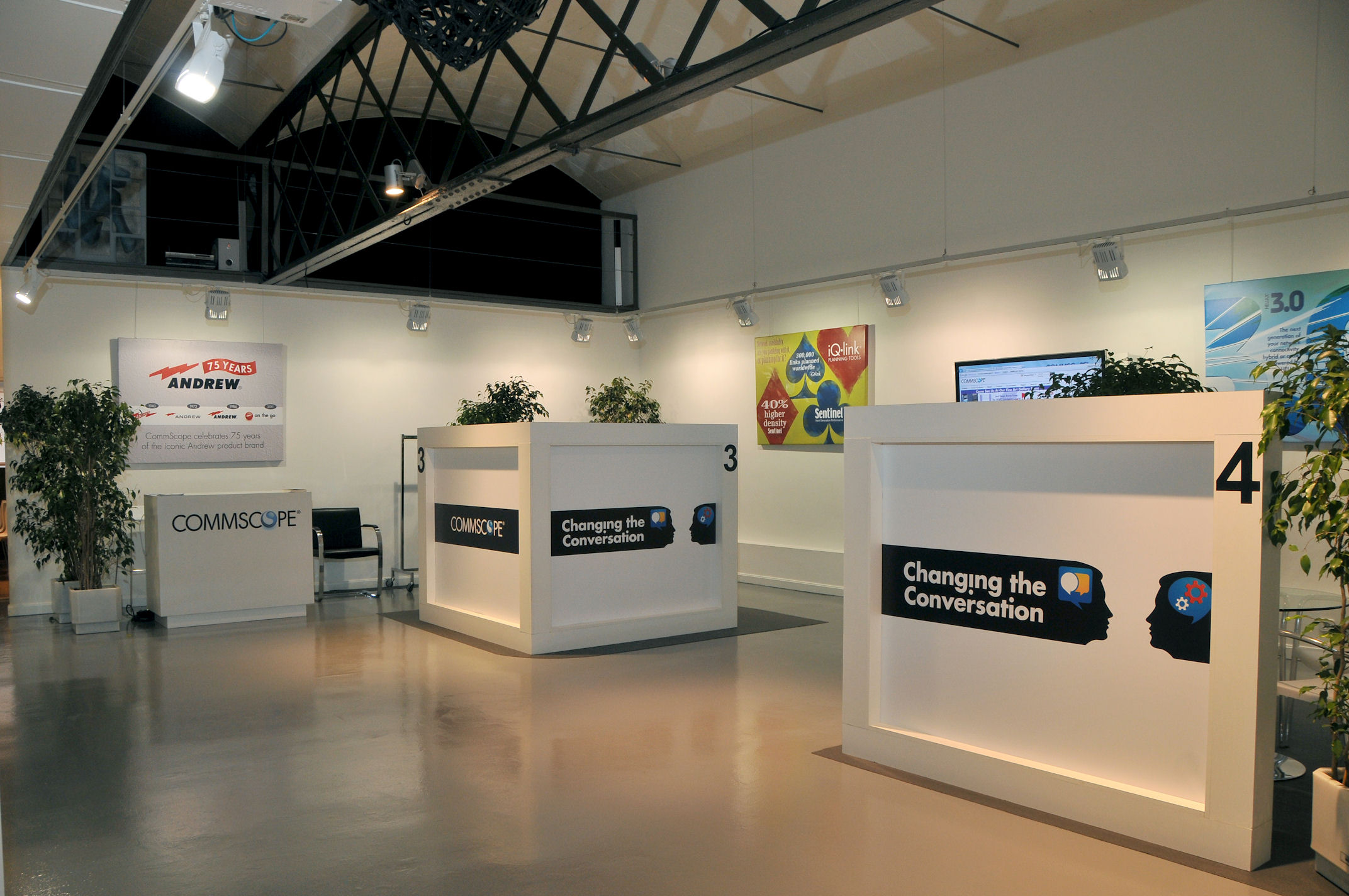
CommScope booth en el Mobile World Congress de 2012 en Barcelona

CommScope Inc. es una multinacional de telecomunicaciones con sede en Hickory, Carolina del Norte, Estados Unidos, desde su fundación en 1976. CommScope es una escisión de 1997 de General Instruments  y en la actualidad tiene más de 15.000 empleados en todo el mundo, con clientes en más de 130 países.
CommScope fabrica las marcas SYSTIMAX y Uniprise de infraestructura empresarial de cables de cobre de par trenzado sin blindaje (Unshielded Twisted Pair), paneles de conexión, tomas y cables de fibra óptica, paneles de conexión, trasiegos (racking) y metales. CommScope también fabrica gabinetes ambientalmente seguros para aplicaciones de FTTN y DSL.
En 2007, las ventas netas de CommScope fueron aproximadamente EE. UU. $ 1,93 mil millones.
El 25 de octubre de 2010, The Carlyle Group anunció que pagaría 31,50 dólares por acción, o alrededor de $ 2980 millones, para adquirir CommScope privadamente.
En julio de 2011, CommScope recibió el Premio Producto del Año de Soluciones de Comunicaciones 2010 de Technology Marketing Corporation, por su producto Wired For Wireless.